# 五畿内志

畿内5か国

『五畿内志』（ごきないし）、正式には『日本輿地通志畿内部』（にほんよちつうしきないぶ）とは、江戸時代の享保年間に編纂された畿内5か国の地誌、すなわち『河内志』『和泉志』『摂津志』『山城志』『大和志』を指す。江戸幕府による最初の幕撰地誌と見なされ、近世の地誌編纂事業に多くの影響を与えた。

## 解題
『五畿内志』とは、関祖衡・並河誠所が企画し、関の死後、並河を中心として編纂された『日本輿地通志畿内部』の略称である。編纂に当たって、日本全国の地誌を網羅することが念頭に置かれていたが、実現したのが畿内部のみであったことから、もっぱら『五畿内志』の略称で呼ばれる。享保19年（1734年）付の巻首上書によれば、編纂は享保14年（1729年）から5年をかけておこなわれたとあり、享保20年から21年にかけて大阪・京都・江戸で出版された。
全体は漢文で記された61巻からなり、明によって編纂された地誌『大明一統志』にならった構成をとっている。各国志の最初には山岳・主要交通路・河川および郡名を記した絵図を示し、ついで建置沿革、範囲、道路、景勝、風俗、祥異、郡ごとには郷、村里、山川、物産、寺社古跡、陵墓、氏族といった項目を記載する。
編纂に際して並河らは、各地をみずから探訪して古文書・古記録・伝承などを採録し、それら史資料をもとに記述を進めた。そうした手法により、各項目の記述は詳細・精密であり、後世の五畿内の地誌・名所図会の類に盛んに引用され、後の『新編武蔵風土記稿』『新編相模風土記稿』といった地誌の編纂事業にも影響を与えただけでなく、当時の五畿内の事情を伝える資料として今日でもなお価値が高いものとして評価されている。

## 編纂史

### 前史
『五畿内志』編纂の前史となる元禄年間（1688年 - 1703年）から享保（1716年 - 1735年）にかけて、すなわち17世紀末から18世紀初にかけての時期は、中国大陸における明から清への王朝交代（「華夷変態」）を前提として、日本地理に対する再認識が生じていた時代であった。。
17世紀半ばに明が滅亡し、中原を支配する王朝は清に交代した。だが、この時点では徳川政権や知識層は明復活の希望を捨てていなかった。その希望の拠り所となったのは、台湾を拠点に明を復興しようと図る鄭氏政権や、清の覇業に与した呉三桂ら明の漢人武将が勲功により封じられていた半独立王国（三藩）の存在であり、例えば儒学者の林鵞峯は著書『華夷変態』（延宝2年〈1674年〉）に、明復活への期待を書き記していた。しかし、三藩の乱（1673年 - 1681年）で漢人武将が排除され、引き続く1683年に台湾の鄭氏政権が滅ぼされ、中国大陸における漢人王朝が決定的に打ち滅ぼされるに及んで、徳川政権や知識層は、東アジアの安定と秩序が、華（文明＝漢人による王朝）の下でのものから夷（野蛮＝遊牧騎馬民族たる女真による清）の下でのものに移行したことが決定付けられたものとして事態を認識しただけでなく、中国大陸における華の世界の消滅としても受けとめられた。三藩の乱がまさに終焉を迎えた年（天和元年〈1681年〉）に就任した徳川綱吉の政権は、この衝撃的な事態をうけて徳川政権のあり方を考えることを迫られ、知識人たちもまた同様に衝撃を受けた。例えば山鹿素行が日本を「本朝」「中華」と称したのも、熊沢蕃山が北狄の脅威を説いたのも、綱吉政権成立に前後する年代のことである。綱吉政権もまた、そうした状況に即して、人民を教化・保護することを務めとする華を自任したのだった。
こうした華夷変態の衝撃がもたらした国家意識の上昇と日本地理への再認識のあり様は、綱吉政権下での『元禄国絵図』作成事業を通じて見てとることが出来る。国絵図作成事業とは、旧令制国を単位に絵図・郷帳を作成させ、中央に集成する事業で、17世紀以降では慶長9年（1604年）前後、寛永15年（1638年）、正保元年（1644年）、元禄9年（1696年）、天保2年（1831年）のものが知られており、このうち寛永・正保・元禄の際には日本図が作成された。これらのうち、綱吉政権によって実施された元禄9年（1696年）の『元禄国絵図』の特色は、それ以前、例えば領分や石高の記載に重きを置いた正保の国絵図作成事業と異なり、大名などの領分の記載を払拭し、国同士の境である国境を全国的に一貫して確定せしめた点にある。このことは、個々の領主ごとの領分、すなわち知行を媒介とした将軍と領主との人的結合と、個別・具体的なコンテクストや人間関係から離れた自律的で抽象化された領域把握との機能分化が図られていたことを意味している。旧令制国は中世を通じて、既に行政単位としては形骸化していた。しかし、『元禄国絵図』での「国」は、かかる自律的・抽象的な領域把握を全国レベルで措定・把握する単位となっている。こうした「国」概念は、近世成立期までに見られてきた「国」概念とは異質な、新しい概念であった。
そうした「国」の集積によって作られた元禄の国絵図作成事業における日本図（「日本御一円之図」）で注目されるのは、幕撰日本図としては初めて琉球諸島が含められたことである。琉球は明の冊封を受けてきたが、同時に1609年（慶長元年）の薩摩藩の侵攻以来、薩摩藩の支配をも受けており、二元的な両属体制をとっていた。そのため、清の干渉が琉球に及んだ際の対処が問題となり、薩摩藩の伺を受けた幕府は、軍事侵攻が無いかぎり琉球を清に従わせて構わないとした。しかしながら、幕府は琉球の「背後」にある清の存在感を懸念し、綱吉への将軍代替りに際し、琉球が幕府に叛したとしても琉球に与しないよう、薩摩藩に対し改めて誓約を求めただけでなく、日琉関係を体制的に意図的に隠蔽する方針が採られた。こうした事情を踏まえ、琉球の国絵図を担当した薩摩藩は、「異国御絵図」という扱いで琉球の国絵図を作成したが、琉球国絵図は元禄日本図の一部として収載された。こうした経緯は、17世紀末の日本における国家意識の上昇を示すものと考えられている。こうした点を見てゆくならば、17世紀末から18世紀初にかけての「泰平のなかの転換」において生じた日本地理に対する再認識は、「日本」という枠組みを意識した国家意識の上昇と相即したものだったのである。

### 18世紀初頭日本における地誌編纂の思想
こうした背景のもとで、17世紀末から18世紀初にかけて地誌編纂の思想はいかなる展開を示したのか、2人の儒学者の著作を通して見ることができる。
儒学者の太宰春台は、享保14年（1729年）の『経済録』巻四「地理」の中で「地理ヲ知ルハ、天下ヲ治ル本也」と記して、地誌・地図が統治に対してもつ重要性を強調した。春台はさらに『大明一統志』をはじめとして中国では地誌編纂が行き届いていることを賛嘆する一方で、古風土記の散逸以後、地誌編纂が不在である日本の状況を嘆く。かかる状況のゆえに、江戸幕府が開かれてから100年を閲する今でも国境論争がしばしば起きているばかりか裁許が難しい現状を指摘し、地誌を板行して流布させることを提案する。そして、元禄国絵図が非公開となったことに触れつつ、地誌が流布すれば裁許も容易になるとし、「地志ハ天下ヲ治ル道具ニ非ズヤ」と主張した。ここで見られる春台の思想は、日本と中国の歴史の比較から、日本における地誌編纂の欠如を問題として摘出し、地誌編纂が統治に必須であるばかりか、さらには国家の繁栄をももたらすとする点において、近世地誌の嚆矢たる『会津風土記』（寛文6年〈1666年〉）において確立した思想が踏襲されている。さらに注目すべきは、地誌編纂が国境裁許との関係において、国絵図と対比されつつ主張されている点である。春台が念頭においていた元禄国絵図は「公儀」権力の編成原理である国郡を全国レベルで一貫させたものと評価されていることを考えるならば、春台の主張は、地誌の政治的機能への期待と板行による普及の提唱である。
一方、谷泰山は自著『泰山集』の一節で、古風土記の散逸をむしろ「神慮」と評した。というのも、清が明を滅亡させた際に『大明一統志』を参照したように、地誌は「国之禍」であって、かかる地誌を改めて編纂することは否定されなければならないというのである。泰山の主張は結論こそ春台と逆であるとはいえ、注目すべきは、その主張が明清交代という国際環境の激変を念頭に置いているという点である。前述のように、元禄国絵図作成が、明清交代とそれに伴う徳川綱吉政権の国家意識の表出としての意味を持つことを考えるならば、17世紀末における対外関係の変化が18世紀初頭の地誌編纂をめぐる思想と議論の背景にあったと言うことができる。
こうした日本地理の再認識は、別の形ではあるが、民間においても始まっていた。例えば、「流宣日本図」と通称される『日本海山潮陸図』（元禄4年〈1691年〉）の著者である絵師の石川流宣は、他にも地理書を出版して好評を得ていた。また、日本全土を網羅した最も初期の民撰地理書の『日本鹿子』（元禄4年〈1691年〉）には、流宣の『本朝通鑑綱目』の項目が採り入れられている。こうした日本全土を網羅するという体裁の地理書の事例は他にも見られ、17世紀末以降には、民間においても「日本」という枠組みを意識する地理の再認識が広がっていたと考えられている。同時期の畿内でも、民撰地誌の刊行が活発に行われていたが、それらの地誌は令制国の国郡を単位として編纂されており、国郡制に即したかたちでの地理認識が一般化したことを示しており、こうした地理認識への関心の上昇と軌を一にするように、知識人の間でも古風土記に対する関心が高まっていた。『五畿内志』編纂を企画した関祖衡もまた、そうした研究に携わった一人であり、18世紀初頭に多数出現した近世偽作の古風土記の真贋判定論争に加わっていた。こうした点から言えば、『五畿内志』編纂の前提となる18世紀初頭における地誌編纂の思想は、17世紀末以来の日本地理に対する再認識を踏まえたものだったのである。

### 徳川吉宗政権の文化政策
『五畿内志』の編纂において、もうひとつの背景となるのは、徳川吉宗政権期における文化政策と地誌編纂との関係である。吉宗は各種の実用的な学問に関心を示し、書物収集を熱心に行っただけでなく、紅葉山文庫に所蔵された書物を政策遂行と深く関連して利用した。
書物収集は、吉宗政権中に繰り返し命じられており、各種の古文書の探索・収集・書写・収蔵は吉宗政権の末期まで継続的に続けられたが、単に古典籍の収集というにとどまるものではなかった。特に享保20年（1735年）前後以降の、青木昆陽を中心とした広範な古文書調査では、徳川幕府成立史にまつわる資料の調査・収集への関心が加わった。青木を中心とする書物収集事業では、単に収集するというだけでなく、家康の神格化に不都合な記述を削除させるなど、意図的な訂正を加えることを前提としていた。この時期、吉宗は、綱吉が編纂させた『武徳大成記』を多くの誤謬を含むとして批判する一方で、林家に命じて史料を収集させ、『御撰大坂軍記』（延享2年〈1745年〉）を編纂させていた。このことに見られるように、享保20年以降の古文書調査は徳川幕府成立史の新たな叙述を目指した事業の一環であった。
吉宗はまた、地誌の政治上の実用性に高い評価を与えており、収集した書籍の中でも地誌は大きな比率を占めている。このうち、中国方志では、享保6年（1721年）頃から収集・輸入がはじまり、同10年（1725年）から13年（1728年）に大量の輸入が見られたことが注目されるが、この背景にあったのは薬草見分を中心とする全国産物調査であった。薬草見分は輸入が開始されるのと前後する享保5年（1720年）に開始され、同年から宝暦3年（1753年）まで途切れることなく、なおかつ幕府領・寺社領・藩領の別に関わりなく行われた全国的な政策であった。しかしながら、その事前準備の段階で、調査にあたって植物名比定の参考となりうる日本地誌が無いことが発見されたと考えられている。前述の中国方志の輸入の増加の時期には、中国本草全集とも言うべき『庶物類纂』の増補作業が命じられたが、その際には中国方志所載の植物名と和名を比定する作業が行われていた。これらのことから、吉宗政権の地誌収集は、植物見分にあたって参照すべき典拠として中国方志を利用するためのものと考えられている。注目されるのは、薬草見分の遂行に携わった本草学者、野呂元丈が『五畿内志』の編纂に終始関与していることであり、『五畿内志』編纂と薬草見分をその一部とする薬草政策との関連が指摘されている。

### 編纂と板行
こうした背景のもと、『五畿内志』の編纂は開始された。本書はもともと関祖衡が企画したものだったが、実現を見ることなく死去したため、その遺稿を引き継いだ並河誠所が事業を進めた。本書編纂に関係する史料の初出は、享保14年（1729年）3月に大岡忠相より老中水野忠之に提出された上申書および、それに添えられた並河の願書である。上申書の記述から、この時点で幕府は並河に編纂を既に命じていたと見え、それに応じて並河は草稿12冊の提出に加え、廻村調査実施の願出と調査に対する諸種の支援の要望を願書に記している。廻村調査は同年4月20日に許可され、勘定奉行および寺社奉行の連印による書付が与えられるとともに、書付の写が関係する領主や役所に回付された。こうした所領をまたがる調査に対する幕府の許可はこれが初めてではなく、前述の青木昆陽らの調査の際と同じ形式が踏襲されている。調査は享保16年（1731年）頃まで行われ、その重点は、神社・墓地・地名におかれていたと見られる。この後、並河は『五畿内志』の編纂に着手するが、調査結果にもとづき並河が行ったのはそれだけではない。並河はまた、畿内各地に顕彰碑を建立することを幕府に願い出て、摂津国内の延喜式内社20社に限り許可を得たが、その他にも忠臣の墓所顕彰碑の建碑を続けた。
編纂はまず『河内志』『和泉志』『摂津志』の3冊が完了し、享保18年（1733年）に幕府に献上された。残りの『山城志』『大和志』は翌享保19年（1734年）3月5日に完成し、同年の7月には吉宗から銀10枚が下賜されて、編纂の労が労われた。並河は廻村調査と同じ享保14年（1729年）に板行の許可を得ていた。そこで、享保20年（1735年）閏3月にさっそく『河内志』を板行し、板本を幕府に献上したが、ここでひとつの問題が起きた。板本と献上本を比較したところ異同があり、徳川家康の名の登場する箇所が板本からは削除されていたのである。幕府は享保7年（1722年）の触書で新板書物の規制を行っていたが、その中で「人々家筋先祖之事」特に家康を含め徳川家に関する書物一切の出版が禁じられていた。そのため、並河もこの規制に従い、板本から家康に関する部分を削除していたのである。この異同に対する対処の指示を求めた大岡忠相に対し、幕府は享保7年の触書から方針を転じ、興味本位の扱いでない限り徳川家に関する出版を規制しないとの方針を示した。こうした方針転換と、享保20年前後からの徳川家による徳川幕府成立史への関心とは無関係ではなく、吉宗は『五畿内志』に産物調査だけでなく、徳川幕府成立史の史料としての機能をも期待したのである。こうした経緯の帰結として、歴史と地域との関係を物語る書物という、新たな性格が地誌に生じて来ることになった。また、前述の享保20年（1735年）以降の古文書調査の特質とあわせて考えるならば、この方針転換は、家康を「東照神君」として特定の仕方で利用する、吉宗政権の東照神君イデオロギー活用と結び付いたものであった。
板行は翌享保21年（1736年）にわたって続けられ、完成した板本が紅葉山文庫に収蔵される一方、幕府に当初献上された手稿本が並河へ返還されたことにより、板本を正本とすることが明確にされた。

## 『五畿内志』の思想と影響
完成した『五畿内志』、正式には『日本輿地通志畿内部』の巻第一には「山城国之一」（『山城志』）が収められており、その冒頭には「日本輿地通志凡例」と「上 江都布政所書」の2篇が収載されている。「上 江都布政所書」は、幕府への上申書の体裁で書かれた序文であり、編纂の経緯が述べられている。神武東征以来の国土掌握の歴史を念頭に、古風土記の散逸を嘆いた関祖衡が地誌編纂に取り組んだが、志半ばにして世を去った。そこで、その遺志を継いで編纂を行ったと並河は記している。国土掌握（統治）との関係で地誌の必要性を語るこの序文は、太宰春台や、『会津風土記』（寛文6年〈1666年〉）の思想を引き継いだものである。だが、『会津風土記』が編纂された17世紀半における地誌編纂は、儒教への強い傾倒を示す一部の藩における領国地誌に限られており、地誌編纂の思想が全国的な影響をもつのは18世紀を待たなければならなかった。並河の独自性は、本書を『日本輿地通志』と命名し、実際には畿内5か国にしか及ばなかったにせよ、全国に及ぶ地誌編纂を射程に収めたところにある。確かに日本全国地誌の構想を語った知識人は、本書以前にも林鵞峯・太宰春台らが見られる。だが、それらの知識人は、具体的な方法論を示すにいたらず、地誌編纂に対する理解は抽象的な水準にとどまっていた。そうした意味で、自分自身で幾許なりとも実践を試み、のみならずその成果の板行・普及をも実現させた知識人は並河が嚆矢であろう。
本文は『大明一統志』にならった構成をとり、漢文で記されている。『大明一統志』は17世紀末から18世紀初葉にかけて紀州藩の藩儒の手で翻刻されたことにより、かつてとは異なって入手が容易になっていた。前述した17世紀末から18世紀初にかけての畿内での民撰地誌でも中国方志に倣った構成をとるものがあり、『五畿内志』もそうした民撰地誌と大きくは同じ流れに位置している。しかしながら、他の地誌とは異なって本書は直ちに広範な影響を呼び起こし、『五畿内志』に倣った構成や項目、漢文使用などを採る地誌が多数現れた。ここまで見てきたように、本書は並河・関の企画に幕府が公認・支援を与えたものではあるが、幕府の命によって編纂されたものではないと言う意味で幕撰地誌とは言えない。にもかかわらず、並河の死後に『河内志』訂正の願いが出された際、幕閣は吉宗に判断を仰いだ。既に板行・流布された書物を訂正するのは容易ではないから放置するのか、あるいは『河内志』を公事の証拠等に用いないよう改めて触を出すのか。判断を求められた吉宗は、『五畿内志』は並河個人の著作であって、訂正する必要はないと回答した。こうした経緯を見るに、吉宗自身の認識はさておき、幕閣を含めた一般の認識においては、その編纂事業に多くの便宜と費用が与えられた『五畿内志』は幕撰地誌であるとの認識が存在していたと言えよう。並河が板行を願い出たとき、その狙いを「他国之地理志編集仕候者」が容易に入手・閲読できるよう普及させることを挙げていたが、そうした企図は、『五畿内志』が地誌編纂のテキストと見なされ、長くに渡って参照され続けたことによって実現を見たのであった。

## 研究史
『五畿内志』研究の嚆矢は、幸田成友が大阪朝日新聞紙上に連載した「並河誠所と五畿内志」（1903）で、次いで室賀信夫の「並河誠所の五畿内志に就いて」（1936）により、並河と本書に関する事実関係の紹介がなされた。しかしながら、阿部真琴の論考「江戸時代の地理学」（1932）以来、通説的になされてきた近世日本の地誌に対する理解では、幕藩領主による地誌編纂の政治性が指摘されつつも、その内容に否定的評価が加えられてきたため、研究は途絶え、田代善吉「並河五一翁墓及び伝記」（1920）や高橋敏「宝暦明和地方文化論」（1985）などのわずかな文献で取り上げられるにとどまった。
第二次世界大戦後の地方史研究の進展とともに、地方史・地域史の先行研究として近世地誌の再評価が始まり、藤田覚が地誌を含む19世紀前半の書物編纂の持つ歴史意識にまつわるイデオロギー操作に着目することを提唱し、この提唱を受けた研究も出てきている。しかしながら、白井哲哉（埼玉県立博物館学芸員）の指摘するところによれば、これらの研究には、史書（歴史意識）と地誌（地理意識）を無造作に一体に扱っていることや、近世地誌の歴史の全体像の解明に着目がない、といった問題点があるほか、個々の地誌の具体的な成立過程も明らかにされず、地理学においても積極的な評価を与えられてこなかった。こうした状況のもと、『五畿内志』研究もほとんど進んでこなかった。関連する研究主題として国絵図研究があり、1970年代に国絵図を通して国家論・朝幕関係・身分編成などの諸分野の研究が活性化されて以来、1980年代から1990年代に川村博忠・黒田日出男・藤田覚らの手により成果が挙げられたてきたが、『五畿内志』編纂への言及は見られない。本書編纂の背景となる17世紀末から18世紀初にかけての近世史研究が活発化しているが、その中でも研究は進められておらず、白井哲哉や井上智勝らの業績により、ようやく本格的な研究が緒についた状況である。

## 書誌
- 版元 - 松村九兵衛（大坂）、茨城多佐衛門（京都）、小川彦九郎（江戸）[73]
- 刊行年 - 享保20年から21年
- 全61巻
  - 巻一から巻十 - 山城志
  - 巻十一から巻二十六 - 大和志
  - 巻二十七から巻四十三 - 河内志
  - 巻四十四から巻四十八 - 和泉志
  - 巻四十九から巻六十一 - 摂津志

### 活字本・翻刻
- 並河 永、正宗 敦夫編纂・校訂、1929-1930、『五畿内志』（上・中・下）、日本古典全集刊行会 → 1978、現代思潮社（覆刻 日本古典全集）
- 蘆田 伊人編、1929、『大日本地誌大系 第18巻』、雄山閣

## 文献

### 関連文献
- 幸田 成友、1972、『幸田成友著作集』6、中央公論
- 高橋 敏、1998、『民衆と豪農 - 幕末明治の村落社会』、未來社 ISBN 4-6241-1088-9
- 室賀 信夫、1936、「並河誠所の五畿内志に就いて」、『史林』21巻3・4号、京都帝国大学文学部
- 阿部 真琴、1932、「江戸時代の地理学」、『歴史地理』60巻5・6号
- 田代 善吉、1920、「並河五一翁墓及び伝記」、『歴史地理』36巻6号